# Mired
Mired deriva del inglés micro reciprocal degree (microgrado recíproco). El Mired (M) es una unidad de medida equivalente a 1.000.000 (un millón) dividido por la temperatura de color dada, según la fórmula:
| Símbolo           | Nombre               | Unidad |
| ----------------- | -------------------- | ------ |
| {\displaystyle M} | Mired                |        |
| {\displaystyle K} | Temperatura de color | K      |

Así un cielo azul, con una temperatura de color T de cerca de 25.000 K, tiene un valor mired de M=40 mireds, mientras que un flash fotográfico electrónico estándar con una temperatura de color K de 5.000 K tiene un valor de M=200 mireds.
El mired es una escala de temperatura de color especialmente conveniente en fotografía, donde puede ser usado para indicar la densidad de los filtros correctores de color para un tipo dado de película fotográfica y fuente de luz. Algunas veces se prefiere en lugar de usar temperaturas de color porque puede ser considerado más intuitivo. Así los valores mired parecen corresponder más apropiadamente a los colores dados, y nuestra percepción de ellos, que los valores de temperatura de color dados en Kelvin.
Por comodidad, algunas veces se usan los 'decamireds' (dM), cada uno equivalente a 10 mireds.
La operación inversa
{\displaystyle K={\frac {1000000}{M}}}
puede ser usada para extraer el valor de la temperatura de color desde un valor de mired, así pues M=80 mireds corresponde a una temperatura de color de T=12,500 K.
- Datos: Q1600314